# Матіас Варгас
Матіас Варгас (ісп. Matías Vargas, нар. 8 травня 1997, Сальта) — аргентинський футболіст, півзахисник іспанського «Еспаньйола» і національної збірної Аргентини.

## Клубна кар'єра
У дорослому футболі дебютував 2015 року виступами за команду «Велес Сарсфілд», в якій провів чотири сезони, взявши участь у 69 матчах чемпіонату. 
У липні 2019 року уклав п'ятирічний контракт з іспанським «Еспаньйолом», якому трансфер аргентинця обійшовся в рекордні для клубу 10,5 мільйонів євро. Утім не зміг завадати барселонському клубу понизитися в класі до Сегунди вже за результатами сезону 2019/20.

## Виступи за збірну
Восени 2018 року дебютував в офіційних матчах у складі національної збірної Аргентини.
| Дата       | Місто        | Господарі | Результат | Гості     | Турнір           | Голи | Примітки |
| ---------- | ------------ | --------- | --------- | --------- | ---------------- | ---- | -------- |
| 7-9-2018   | Лос-Анджелес | Аргентина | 3 – 0     | Гватемала | товариський матч | -    | 46'      |
| 13-10-2019 | Ельче        | Еквадор   | 1 – 6     | Аргентина | товариський матч | -    | 70'      |
| Усього     |              | Матчів    | 2         |           | Голів            | 0    |          |

## Титули та досягнення
- Чемпіон Китаю: 2023